# Paus Constantijn I
Constantijn I (Latijn: Constantinus; Syrië, geboortedatum onbekend - sterfplaats onbekend, 9 april 715) was paus van 25 maart 708 tot 9 april 715.
Als derde en laatste paus in de geschiedenis reisde hij naar Byzantium, waar hij overeenstemming bereikte over de Trullaanse Synode van 692. Na de moord op keizer Justinianus II en de niet-erkenning van diens opvolger door Constantijn werd de breuk met het Oosten volkomen.
Cursief: tegenpaus